# Rubinho Nunes
Rubens Alberto Gatti Nunes (Vinhedo, 2 de junho de 1988) é um advogado e político brasileiro filiado ao União Brasil (UNIÃO). Exerce seu segundo mandato como vereador da cidade de São Paulo, tendo sido eleito nas eleições municipais de 2020 e reeleito em 2024.
Em 30 de maio de 2025, teve seu mandato cassado pelo juiz da 1ª Zona Eleitoral de São Paulo, sob acusação de divulgar, durante a campanha municipal de 2024, um laudo médico falso que atribuía ao então candidato à prefeitura Guilherme Boulos (PSOL) o uso de cocaína. A decisão também o tornou inelegível por oito anos, cabendo recurso.
É conhecido por ser um dos cofundadores do Movimento Brasil Livre (MBL), do qual foi líder e advogado por oito anos. Em 2022, ele deixou o quadro de integrantes do movimento.
No segundo ano de mandato como vereador, Rubinho Nunes foi eleito corregedor-geral da Câmara Municipal de São Paulo para o exercício de 2023, com 37 votos favoráveis. A escolha ocorreu após a eleição da nova Mesa Diretora da Casa, realizada em 15 de dezembro de 2022.

## Biografia
Filho do vereador Rubens Nunes (PODE)  Rubinho Nunes nasceu no município de Vinhedo, no interior do estado de São Paulo, em 2 de junho de 1988.
Formou-se em Direito e Ciências sociais pela Pontifícia Universidade Católica de Campinas (PUC-Campinas) e pós-graduou-se em Direito trabalhista pela Universidade Presbiteriana Mackenzie e em Direitos fundamentais através do curso IBCCRIM-Coimbra, realizado pelo Instituto Brasileiro de Ciências Criminais em parceria com o Instituto de Direito Penal Económico Europeu, da Universidade de Coimbra. Além disso, Rubinho Nunes também especializou-se em Direito constitucional e Empresarial.

## Trajetória política
Em 2014, Rubinho Nunes foi um dos cofundadores do Movimento Brasil Livre (MBL), organização política em oposição ao governo Dilma Rousseff (PT) e que tinha por objetivo conseguir o afastamento da ex-presidente. À época, Rubinho Nunes protocolou um dos pedidos de impeachment e trabalhou na organização de diversas manifestações que precederam o afastamento de Dilma Rousseff da presidência da República.
Em abril de 2016, Rubinho Nunes protocolou o primeiro pedido de impeachment da história de um ministro do Supremo Tribunal Federal (STF), sob o argumento de que Marco Aurélio Mello agiu de forma arbitrária ao determinar, por meio de medida liminar, que o presidente da Câmara, Eduardo Cunha, estaria obrigado a acatar o pedido de impeachment contra o vice-presidente Michel Temer, que já havia sido arquivado. Posteriormente, o presidente do Senado, Renan Calheiros (MDB), arquivou o pedido alegando falta de documentação dos denunciantes e ausência de crime de responsabilidade.
Nas eleições municipais de Vinhedo em 2016, Rubinho Nunes concorreu ao seu primeiro cargo eletivo ao candidatar-se à vice-prefeito do município pelo PMDB ao lado do então candidato a prefeito Dr. Dario (PTB). Angariando 11.127 votos, porém, a chapa ficou em 2° lugar na disputa e não conseguiu se eleger.
Em 2018, Rubinho Nunes tornou-se conhecido nacionalmente após entrar na Justiça contra o ex-presidente Luiz Inácio Lula da Silva e conseguir a suspeição dos seus direitos políticos à época em que estava preso em Curitiba após condenação pela Operação Lava Jato. Na ocasião, Rubinho moveu uma ação popular que questionava benefícios do ex-presidente como, por exemplo, motorista, carro oficial e seguranças particulares. Em resposta à ação, em 17 de maio de 2018, o juiz federal Haroldo Nader, da 6ª Vara de Campinas, acolheu a tutela de urgência em ação popular e mandou cortar os benefícios de Lula, como ex-presidente. Além disso, em agosto do mesmo ano, quando o Partido dos Trabalhadores registrou a candidatura do ex-presidente Lula à presidência da República, Rubinho Nunes e o líder do MBL, Kim Kataguiri (DEM), entraram com nova ação pedindo a impugnação da candidatura de Lula com base na Lei da Ficha Limpa. Ainda no final de agosto, 6 dos 7 ministros do Tribunal Superior Eleitoral (TSE) votaram de maneira favorável ao pedido e Lula teve sua candidatura barrada.
Já nas eleições de 2020, Rubinho Nunes concorreu ao cargo de vereador da cidade de São Paulo na legenda do Patriota. Alcançando a soma de 33.038 votos, o equivalente à 0,65% dos votos válidos, conseguiu ser eleito à Câmara Municipal de São Paulo.
Durante o exercício do mandato, entrou com uma ação contra o prefeito eleito da capital paulistana, Bruno Covas (PSDB), após o prefeito firmar um acordo sigiloso de R$ 100 milhões entre a prefeitura e a empresa Mc Brazil Motorsport Holding Ltda para a realização do Grande Prêmio de Fórmula 1 de São Paulo entre os anos de 2021 a 2025. De acordo com Rubinho Nunes, o contrato foi fechado sem processo licitatório e “violou os princípios constitucionais da moralidade, da publicidade e da legalidade. E, caso mantido, poderá lesar o patrimônio público municipal”, devido ao sigilo imposto pelo município na documentação. Alguns dias depois, a Justiça deferiu uma liminar, impedindo que o gasto fosse realizado nos termos do prefeito.
Além disso, em fevereiro de 2021, a Justiça de São Paulo suspendeu, a pedido de Rubinho Nunes, o festival "Tô Me Guardando", realizado pela prefeitura para promover apresentações de Carnaval virtuais, devido à pandemia do novo coronavírus. De acordo com o vereador, o evento violava os princípios administrativos e não contemplava licitação no processo, além de custar R$ 3 milhões aos cofres públicos. A prefeitura recorreu da decisão mas, em abril do mesmo ano, o desembargador Camargo Pereira, do Tribunal de Justiça de São Paulo, negou o recurso e manteve a suspensão.
Em 2021 foi expulso do Partido Patriotas, quando naquele momento se opôs à filiação do senador Flávio Bolsonaro ao partido. Em entrevista ao jornal Valor Econômico, afirmou que tal motivação se deu devido à venda do partido para um projeto mesquinho, buscando captar maiores recursos do fundo partidário. Em seguida Rubinho se filiou ao PSL, porém durante a janela eleitoral de 2022 se transferiu novamente agora para o partido União Brasil, o mesmo do então presidente da câmara de vereadores, Milton Leite da Silva. 
Após várias denúncias feitas por moradores e comerciantes do centro de São Paulo, Rubinho Nunes protocolou uma CPI para investigar as ONGs que atuam na região da cracolândia. Além disso, o vereador também protocolou uma nova CPI para investigar as recorrentes denúncias de abuso sexual contra o padre Júlio Lancellotti e outros casos de exploração sexual de pessoas em situação de vulnerabilidade. A disputa em torno da questão, levou o PSOL a anunciar a abertura de outra CPI para investigar a política de tratamento à população de rua do Prefeito Ricardo Nunes.
Nenhuma das CPIs até o momento foram de fato abertas. Após a repercussão em torno da questão, diversos vereadores que assinaram o pedido de abertura se disseram enganados, pois o nome do padre não constava do documento original. Pediram a retirada da sua assinatura, Thammy Miranda (PL), Xexéu Tripoli (PSDB), Sidney Cruz (Solidariedade) e Sandra Tadeu (União). Tal situação resultou em maior dificuldade na instauração do procedimento uma vez que são necessárias 28 assinaturas e com a repercussão passaram de 22 para 18 as assinaturas de vereadores que concordam com o caso.
O caso das CPIs levou Nunes a ser alvo de inquérito policial, instaurado pela 4ª Promotoria de Justiça Criminal da Capital, atendendo a um pedido do Instituto Padre Ticão. Nunes questionou a motivação do inquérito e afirmou que irá estudar uma representação criminal contra os responsáveis pelo instituto por denunciação caluniosa eleitoral.
Em junho de 2024, foi aprovado em primeiro turno um projeto de lei de autoria de Rubinho Nunes que estabelecia uma série de regras para entidades e até pessoas físicas que quisessem doar alimentos à população em vulnerabilidade social da cidade e proibiam a doação de comida a moradores de rua sem autorização da Prefeitura. Uma pessoa que doasse alimento a um morador de rua da cidade sem licença pode ter que pagar multa de até R$ 17.680. O texto ainda precisava ser aprovado em segundo turno para ser levado à sanção do prefeito Ricardo Nunes (MDB), mas foi alvo de ampla reprovação, incluindo do prefeito, que declarou que o vetaria. Com a polêmica, o próprio vereador recuou e suspendeu a tramitação do projeto.
Em 1 de julho, em uma reunião com dez entidades e ONGs que atuam com pessoas em situação de rua em São Paulo, o vereador Rubinho Nunes pediu desculpas às entidades e se comprometeu a extinguir a proposta.
Em 31 de agosto, o vereador Rubinho Nunes decidiu deixar a campanha de reeleição do prefeito Ricardo Nunes, do MDB, e anunciou apoio ao candidato Pablo Marçal, do PRTB, na corrida à Prefeitura de São Paulo. O partido de Rubinho Nunes, o União Brasil, que apoia a reeleição de Ricardo Nunes, reagiu à traição e disse em nota que vai cortar o fundo eleitoral do vereador e tirá-lo da propaganda na televisão.
Em 30 de maio de 2025, a Justiça Eleitoral tornou Rubinho Nunes inelegível por 8 anos e cassou o mandato de vereador por divulgar nas redes sociais um laudo médico falso contra o então candidato a prefeito Guilherme Boulos do PSOL.

### Desempenho em eleições
| Ano  | Eleição                | Partido  | Candidato a                            | Votos  | %      | Resultado  |
| ---- | ---------------------- | -------- | -------------------------------------- | ------ | ------ | ---------- |
| 2016 | Municipal de Vinhedo   | PMDB     | Vice-prefeito Titular: Dr. Dario (PTB) | 11.127 | 28,17% | Não Eleito |
| 2020 | Municipal de São Paulo | Patriota | Vereador                               | 33.038 | 0,65%  | Eleito     |
| 2024 | Municipal de São Paulo | UNIÃO    | Vereador                               |        |        |            |